# Kew Jaliens
Kew Raffique Jaliens, född 15 september 1978, är en nederländsk fotbollsspelare som senast spelade för A-League-klubben Melbourne City. Han har tidigare representerat Nederländernas landslag.